# Hildegard Schwaiger
Hildegard Schwaiger (* 5. Oktober 1955 in Wattens) ist eine österreichische Politikerin (FPÖ) und Zollbeamtin. Sie war von 2013 bis 2015 Abgeordnete zum Tiroler Landtag.

## Werdegang
Schwaiger besuchte zwischen 1961 und 1965 die Volksschule Höralt Wattens und absolvierte danach die Hauptschule Wattens. 1969 wechselte sie an das Mupäd Kettenbrücke, dass sie 1974 abschloss. Sie trat 1974 als Zollbeamtin in den Öffentlichen Dienst und absolvierte 1977 die Bundeszoll- und -zollwachschule Wien mit Prüfung für den gehobenen Zolldienst. Schwaiger wurde 2010 in den Gemeinderat von Wattens gewählt und kandidierte bei der Landtagswahl 2013 auf dem dritten Platz der FPÖ-Landesliste sowie auf dem ersten Platz im Wahlkreis Innsbruck-Land. Sie erhielt in der Folge ein Mandat über die Landesliste und wurde am 24. Mai 2013 als Landtagsabgeordnete angelobt.
Nachdem Hildegard Schwaiger aufgrund einer von ihr betriebenen Facebook-Seite mit dem Titel „Asylflut stoppen – auch in Tirol“ sowie dort publizierter Kommentare, in denen Asylwerber und Flüchtlinge von anderen Benutzern als „Drecksgesindel“ beschimpft wurden, in die Kritik geraten war, kündigte sie am 1. Juli 2015 ihren Rückzug aus dem Landtag zum 30. September 2015 an. Ihr folgte der neugewählte Tiroler FPÖ-Landesparteiobmann Markus Abwerzger auf ihr Mandat nach.

## Privatleben
Hildegard Schwaiger ist ledig und Mutter einer Tochter.